# Malaquita

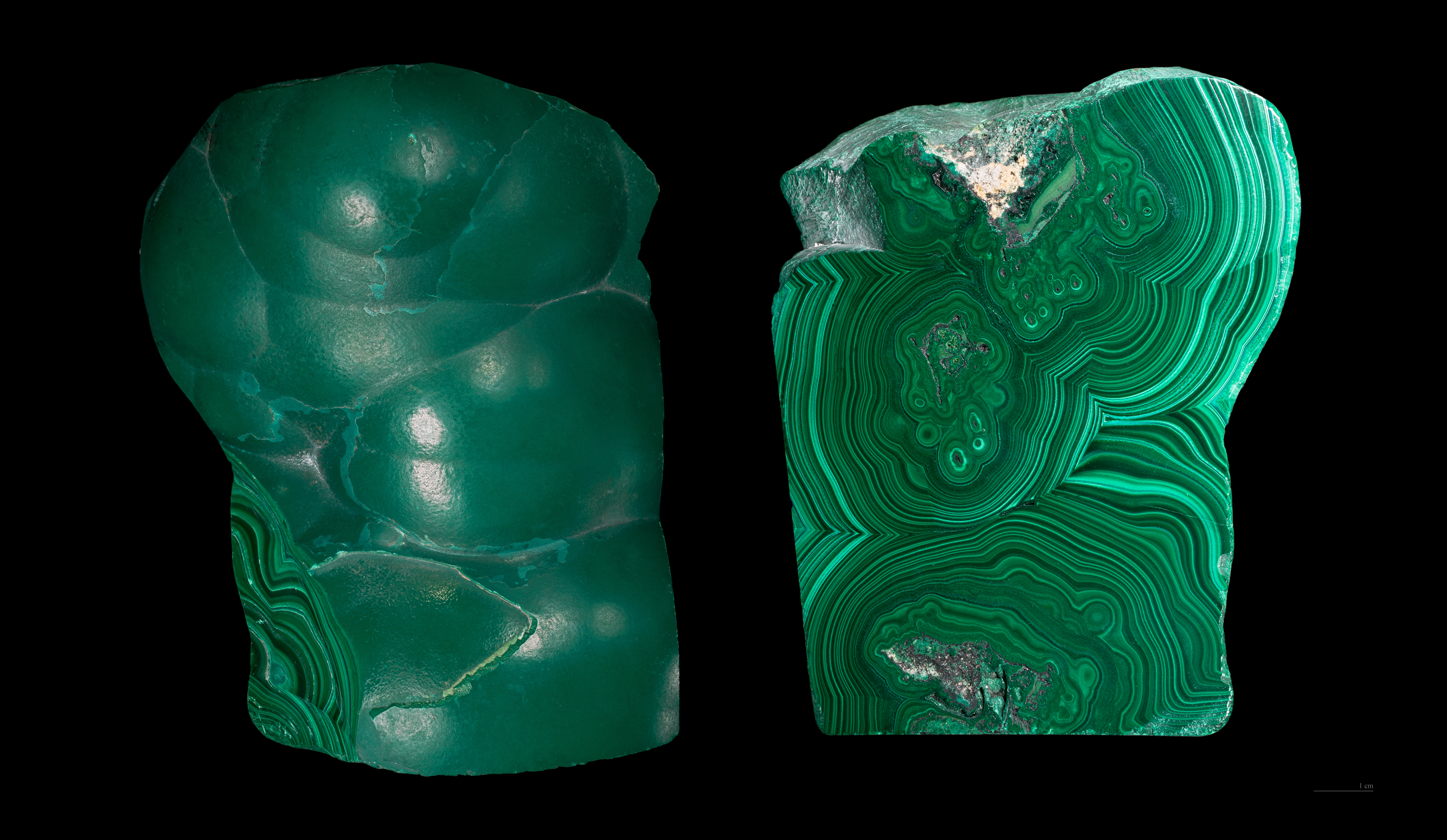
Malaquite do Zaire

Malaquita (no Brasil) ou malaquite (em Portugal) é um mineral do grupo dos carbonatos (carbonato de cobre (II)) com dureza entre 3 e 4 na Escala de Mohs. Seu sistema cristalino é monoclínico, e frequentemente forma massas botrioidais, fibrosas ou estalagmíticas.
A malaquita geralmente resulta da alteração de minérios de cobre e ocorre frequentemente associada com azurita, goethita e cuprita.  À exceção da cor verde, as propriedades da malaquita são muito similares àquelas da azurita, e agregados conjuntos dos dois minerais são encontrados com frequência, embora a malaquita seja mais comum do que a azurita.
Foi usado como um pigmento mineral em pinturas verdes da antiguidade até aproximadamente 1800.  O pigmento é moderadamente resistente à luz, muito sensível a ácidos e variável na cor. Quando a malaquita fica em contato com a água por muito tempo (em torno de 1 semana), sua cor muda para vermelho alaranjado. O tipo natural tem sido substituído por sua forma sintética, verditer entre outros verdes sintéticos.
Foi principalmente utilizado no Antigo Egipto tendo a particular importância nos século XV XVI, sendo mesmo referenciado no livro Cennino Cennini "Il libro dell'arte".
Pode ser identificada pela sua cor verde e a reatividade com HCl. Grandes quantidades de malaquita têm sido extraídas nos montes Urais.